# Ходкевич, Ян Казимир
Ян Казими́р Ходке́вич (ок. 1616 — 13 марта 1660) — государственный деятель Великого княжества Литовского, конюший великий литовский (1633—1646), каштелян виленский (1646—1660).

## Биография
Представитель литовского магнатского рода Ходкевичей герба «Косцежа», второй сын воеводы виленского Криштофа Ходкевича (ум. 1652) и Эльжбеты Кишки. Братья — епископ венденский Александр Криштоф Ходкевич (1618—1676) и староста мозырский Иероним Кароль Ходкевич (1621—1650).
20 июля 1633 года Ян Казимир Ходкевич получил должность конюшего великого литовского, а 13 марта 1646 года стал каштеляном виленским.
31 августа 1636 года в Вильно женился на Софии Пац (1618—1665), дочери подканцлера литовского Стефана Паца (1587—1640) и Анны Дусятской. Дети:
- Ежи Кароль Ходкевич (1637—1653)
- Михаил Константин Ходкевич (1641—1653)
- Тереза Ходкевич (1645—1672), жена воеводы плоцкого Яна Бонавентуры Красинского
- Анна Ходкевич, жена воеводы волынского Ежи Яна Мнишека

13 марта 1660 года Ян Казимир Ходкевич скончался, был похоронен в Большой Берестовице.